# Запал Ковешникова
Запал Ковешникова или иногда взрыватель Ковешникова — советский механический запал, изначально созданный Фёдором Ковешниковым в 1920-х годах в целях замены запала образца 1915 года для снаряжения ручных гранат F-1 французского производства. В период с 1926 по 1941 год начал применяться совместно с советскими гранатами Ф-1, причём к началу 1930-х годов все имеющиеся на складах гранаты были оснащены запалами Ковешникова. Прошёл модернизацию в феврале 1931 года, в рамках которой предохранительный колпачок был заменён на предохранительный рычаг из пружинной стали. Выпускался вплоть до 1942 года, после чего был вытеснен более надёжным, простым и дешёвым запалом УЗРГ.

## Конструкция и использование
Главное назначение запала — подрыв основного заряда гранаты через 3,5—4,5 секунды после броска; временная задержка срабатывания существенным образом зависит от температуры окружающей среды и в среднем составляет 4 секунды.
В запале Ковешникова предусмотрены три ступени предохранения. Конструкция запала состоит из:
- остова, который служит для соединения всех элементов запала,
- дистанционной трубки, которая передаёт луч огня по каналу с пороховым замедлителем от капсюля-воспламенителя к медной гильзе с капсюлем-детонатором,
- воспламенительного механизма, который приводит запал в действие и состоит из ударника с боевой пружиной, шарика-предохранителя, чеки с кольцом, предохранительного колпачка с пружиной и рычагом[2].

В советской литературе сохранились инструкции по созданию фугасов различных типов на основе гранат и артиллерийских снарядов калибра 107, 122 и 152-мм с применением переделанного запала Ковешникова, действующего на срезание чеки.